# Pyramica schulzi
Pyramica schulzi är en myrart som först beskrevs av Carlo Emery 1894.  Pyramica schulzi ingår i släktet Pyramica och familjen myror. Inga underarter finns listade i Catalogue of Life.